# Kanton Tarbes-3
Tarbes-3 is een kanton van het Franse departement Hautes-Pyrénées. Het kanton maakt deel uit van het arrondissement Tarbes.
Het kanton omvat uitsluitend een deel van de gemeente Tarbes.
Bij de herindeling van de kantons door het decreet van 25 februari 2014, met uitwerking op 22 maart 2015 werd de indeling van de kantons binnen Tarbes gewijzigd.